# 左旋扁芝麻蜗牛
左旋扁芝麻蜗牛（学名：Gastroptychia gabata）是主扭舌目芝麻蜗牛科扁芝麻蜗牛属的一种。
只分佈在台湾。栖息在高海拔山区落叶堆下。